# Геноцид над Грцима
Геноцид над Грцима (грч. Γενοκτονια των Ελληνων), који је укључивао и понтијски геноцид, био је систематско убијање хришћана Османско грчко становништво Анадолије које је извршено током Првог светског рата и његових последица (1914–1922) на основу њихове вере и етничке припадности. Починиле су га влада Отоманског царства предвођена Три паше и Влада Велике народне скупштине коју је предводио Мустафа Кемал Ататурк, против аутохтоног грчког становништва Царства.
Геноцид је укључивао масакре, присилне депортације које су укључивале маршеве смрти кроз сиријску пустињу, протјеривања, погубљења по пријеком поступку и уништавање источно-православних културних, историјских и вјерских споменика. Неколико стотина хиљада отоманских Грка је умрло током овог периода. Већина избеглица и преживелих побегла је у Грчку (придодајући више од четвртине претходној популацији Грчке). Неки, посебно они у источним провинцијама, склонили су се у суседно Руско царство.
До краја 1922. већина Грка из Мале Азије је или побегла или је убијена. Они преостали су пребачени у Грчку под условима касније размене становништва између Грчке и Турске 1923. године, чиме је формализован егзодус и забрањен повратак избеглица. Друге етничке групе су на сличан начин биле нападнуте од стране Отоманског царства током овог периода, укључујући Асирце и Јермене, а неки научници и организације су ове догађаје препознали као део исте политике геноцида.
Савезници из Првог светског рата осудили су масакре које је спонзорисала отоманска влада. Године 2007. Међународна асоцијација научника за геноцид донела је резолуцију којом се отоманска кампања против њених хришћанских мањина, укључујући Грке, признаје као геноцид. Неке друге организације су такође донеле резолуције којима се признаје отоманска кампања против ових хришћанских мањина као геноцид, као и национална законодавна тела Грчке, Кипра, Сједињених Држава, Шведска, Јерменија, Холандија, Немачка, Аустрија и Чешка Република.